# Siegstrecke
Siegstrecke – niemiecka zelektryfikowana linia kolejowa między Köln Messe/Deutz przez Porz, Troisdorf, Siegburg, Hennef (Sieg), Au (Sieg), Betzdorf do Siegen.
Większość linii jest dwutorowa, jedynie dwa odcinki po pięć kilometrów posiadają po jednym torze. Linia rozpoczyna i kończy się w kraju związkowym Nadrenia Północna-Westfalia, ale między Au i Niederschelden biegnie przez land Nadrenia-Palatynat.
Jest to jedna z najstarszych linii w Niemczech, otwarta między 1859 a 1862 r. przez Köln-Mindener Eisenbahn-Gesellschaft.